# Страшко Віктор Васильович
Віктор Васильович Страшко (*7 листопада 1940 — †7 серпня 2013) — український археограф, архівіст, історик, палеограф, Заслужений працівник культури України.

## Життєпис
Народився у 1940 році в місті Києві, у роки Другої світової війни  пережив нацистську окупацію, пізніше закінчив середню школу і здобув середню медичну освіту. Впродовж 1962–1969 рр. навчався на вечірньому відділенні історичного факультету Київського національного університету імені Тараса Шевченка. Від 3 липня 1969 р. перейшов на роботу до архівної системи. Від 3 січня 1972 р. і до кінця життя працював у відділі давніх актів ЦДІАК України.
Основним доробком внутрішні (подокументні) описи актових книг ф. 25, Луцький гродський суд: описав 13 книг, які містять понад 10 тисяч документів. Значну частку праці вкладено ним у спільну роботу відділу — наукове удосконалення описів ф. 51, Генеральна військова канцелярія. Величезний досвід в описанні документів та підготовці їх до видання узагальнив у багатьох публікаціях, зокрема, вміщених у профільному журналі «Архіви України».
…Віктор Васильович був особистістю, яка вражала своєю неординарністю і несхожістю на інших. Це була людина, яка, здавалося, знала про все на світі, більше того — мала свою думку з приводу кожної події, факту, теорії. Окрім глибокої фахової обізнаності, в сфері його інтересів була політика (особливо полюбляв проводити історичні паралелі), воєнна історія та історія війська. Його висновки вражали своєю нетиповістю, часто викликали заперечення, несприйняття, навіть спротив, але притаманна йому ерудиція й непохитна віра у власну правоту діяли магічно: навіть заперечуючи йому, ми багато чого переймали в нього. Інформація, що переповнювала Віктора Васильовича, вимагала
виходу назовні, слухачів. Не часто можна зустріти людину, яка б з такою готовністю, щиро й повно ділилася своїми знаннями. Дослідники читального залу, найперше краєзнавці, повідомляли один одному про великого консультанта — Віктора Васильовича Страшка. І коли в дверях робочої кімнати несміливо з'являвся черговий пошукач, — він на очах молодшав, прямо-таки зривався з місця й біг вихлюпувати на того свої знання.

## Праці
- 1976 — Підготовка хроніки подій у тематичних виданнях документів // Архіви України. – 1976. – № 5. – С. 27-28
- 1977 — З методики виявлення і відбору документів при підготовці до видання збірника “Селянський рух на Україні (середина 18-перша чверть ХІХ ст.)” // Архіви України. – 1977. – № 6. – С. 57-61
- 1978 — Корені дружби – у спільній боротьбі // Архіви України. – 1978. – № 6. – С. 38-42
- 1978 — "Селянський рух на Україні. Середина XVIII — перша чверть XIX ст." (К., 1978)
- 1979 — Лист отамана Війська Донського О. Петрова до Б. Хмельницького // Архіви України. – 1979. – № 1. – С. 35-36
- 1979 — Лист отамана Війська Донського О. Петрова до Б. Хмельницького // Архіви України. – 1979. – № 1. – С. 35-36
- 1980 — Страшко В. В., Боряк Г.В. Документи ЦДІА УРСР з історії м. Києва // Урхіви України. – 1980. – № 1. – С. 39-42
- 1980 — Назустріч півторатисячному ювілею Києва // Архіви України. – 1980. – № 6. – С. 74
- 1982 — "Методичні вказівки по підготовці збірника "Селянський рух на Україні (1569—1647 рр.)" (К., 1982)
- 1986 — "Методичні рекомендації по складанню заголовків документів та позицій хроніки при підготовці збірника документів "Селянський рух на Україні 1569—1647 рр."
- 1986 — "Додаток до методичних вказівок" (К., 1986)
- 1987 — "Методичних рекомендацій по передачі текстів документів XVI—XVIII ст." (Київ–Львів, 1987)
- 1991 — "Книга Київського підкоморського суду (1588—1644)" (К., 1991)
- 1992 — "Правила передачі тексту кириличних документів XVI—XVIII ст. дипломатичним і популярним методами та Рекомендації для застосування цих правил у виданнях наукового і науково-популярного типів" (К., 1992)
- 1993 — "Селянський рух на Україні. 1569—1647 рр." (К., 1992)
- 1995 — "Реєстр Війська Запорозького 1649 р." (К., 1995)
- 2002 — "Київський центральний архів давніх актів. 1852—1921. Збірник документів в двох томах. — Т. 1: 1852—1921"(К., 2002)
- 2002 — "Методичні рекомендації для складання подокументних описів до актових книг Правобережної України XVI—XVIII ст." (К., 2002).
- 2008 —"Національно-визвольна війна в Україні 1648—1657: Збірник за документами актових книг" (К., 2008)